# Jaroslava Moserová
Jaroslava Moserová (17. ledna 1930 Praha – 24. března 2006 Praha) byla česká lékařka, spisovatelka, překladatelka, diplomatka a politička. Ve své lékařské praxi se specializovala na plastickou chirurgii u pacientů s popáleninami. Jako senátorka za pardubický obvod kandidovala v roce 2003 na prezidentku České republiky.

## Životopis
V dětství se učila hře na klavír u Herberty Masarykové, vnučky Tomáše Garrigua Masaryka.
Během studií na gymnáziu byla vybrána v rámci amerického stipendijního programu American Field Service (AFS), aby mohla studovat ve Spojených státech amerických (1947–1949). Spolu s dalšími dvěma studenty odcestovala do Severní Karolíny, kde své středoškolské vzdělání dokončila na Warren Wilson College, pak studovala na Art Students League v New Yorku. Byla zde instruktorkou lyžování, také pracovala v obchodě s lyžařskými potřebami a byla dětskou pečovatelkou v jedné americké rodině.
Po návratu so vlasti vystudovala v letech 1949–1955 vystudovala Lékařskou fakultu Univerzity Karlovy.

## Kariéra

### Lékařská

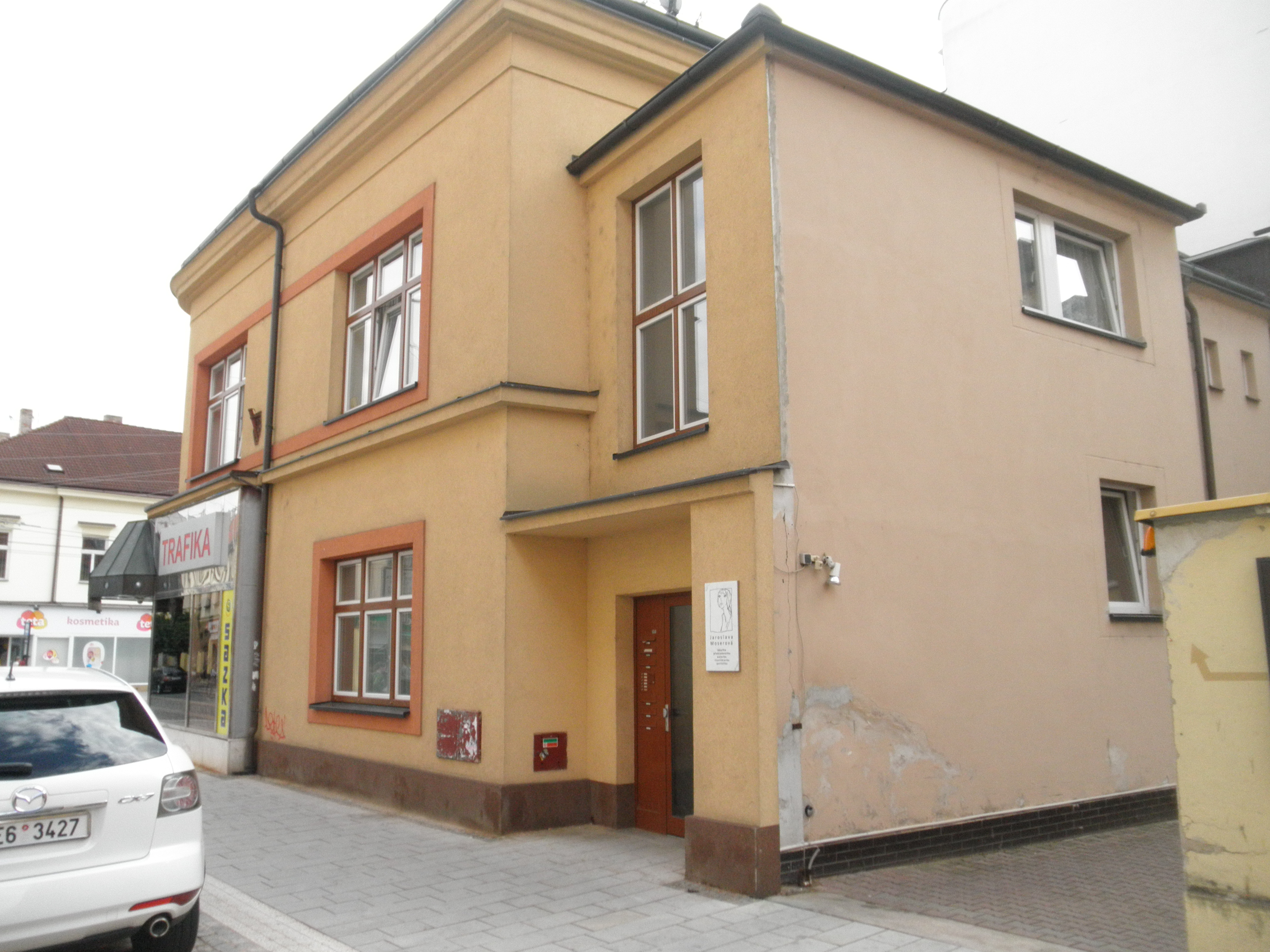
Dům na třídě Míru 95 v Pardubicích, kde měla Jaroslava Moserová kancelář. Na domě je od roku 2016 pamětní deska.

Nejprve se chtěla stát plastickým chirurgem, o což se po studiích velice snažila. Na radu svého profesora se po státnicích nechala umístit v nemocnici v Duchcově, kde mělo být dobré chirurgické oddělení a kde chtěla získat dobrou průpravu pro své zamýšlené budoucí zaměstnání.
V roce 1960 se vrátila do Prahy a nastoupila na oddělení plastické chirurgie. Specializovala na popáleniny a pracovala na klinice popálenin 3. lékařské fakulty hygienické Univerzity Karlovy. V lednu 1969 tam byla ošetřující lékařkou Jana Palacha.
Během svého druhého pobytu v USA placeného postgraduálním stipendiem měla působit na klinice popálenin v Texasu. Zde byla umístěna do vědeckého týmu a ve vědecké práci pak pokračovala i po návratu zpět do Československa. Z jejích českých spolupracovníků v USA je možno zmínit i prof. Ottu Wichterleho, který byl i se svou ženou dobrými přáteli Jaroslavy Moserové a jejího muže Milana Davida. Mezi její další důvěrné přátele patřila i Jana Brejchová spolu se svým prvním mužem Milošem Formanem, i tím druhým, Vlastimilem Brodským, a s jejich dcerou Terezou Brodskou. Jejím přítelem byl i Jiří Šlitr a mnoho dalších.

### Politická a diplomatická
V roce 1990 opustila svou pozici na 3. lékařské fakultě Univerzity Karlovy a stala se v rámci procesu kooptace poslankyní České národní rady.
V letech 1991–1993 zastávala funkci velvyslankyně v Austrálii a na Novém Zélandu.
V 90. letech předsedala generálnímu shromáždění UNESCO. Od roku 1993 měla na Ministerstvu zahraničních věcí dva roky na starosti Sekretariát české komise pro UNESCO. V letech 1995–1999 byla členkou Výkonné rady UNESCO a v říjnu 1999 byla zvolena předsedkyní Generální konference Organizace OSN pro vzdělání, vědu a kulturu v Paříži.
V letech 1996–1998 byla místopředsedkyní Senátu Parlamentu ČR a do roku 2004 byla senátorkou za volební obvod 43 (Pardubicko, Chlumecko a Přeloučsko). Roku 2003 neúspěšně kandidovala při druhé přímé volbě na úřad prezidenta ČR.
V roce 2005 byla zvolena místopředsedkyní Masarykova demokratického hnutí.

## Osobní život
Byla dvakrát vdaná. První manželství bylo rozvedeno rok po svatbě. Svého druhého muže poznala díky své sestře, také lékařce, Boženě Moserové. Manželstvím s Milanem Davidem vyvdala nevlastního syna Tomáše Davida. Jejím tchánem byl Josef David.

## Umělecká tvorba
Napsala řadu povídek, filmových scénářů (Vlastně se nic nestalo, režie Evald Schorm; námět a spoluautorka scénáře filmu Dvojrole, režie Jaromil Jireš) a divadelních her (Takový milý chlapec, Dopis do Wollongongu).
Do češtiny překládala mj. díla Dicka Francise, celkem přeložila 41 jeho románů.
Byla výtvarně nadaná. Ilustrovala Atlas plastické chirurgie prof. Františka Buriana i přebal vlastní knihy Historek – na koho se nezapomíná. Ilustrovala také své překlady.